# 女神の見た夢
『女神の見た夢』（めがみのみたゆめ）は、高口里純、酒井美羽、谷地恵美子による合作漫画作品である。協力者に木原敏江、松苗あけみ、坂田靖子、篠有紀子、古館由紀子、太田博子がいる。
酒井美羽のフリー作家化を記念して作られた作品である。構想に一晩、ネームに一年、作画に一年かかっている。

## あらすじ
1962年、女優M・Mが死んだ。M・Mの手帳には政府の汚職の詳細が記されているという噂があった。1963年、大統領選挙を目前とした時、M・Mの産んだ子供の可能性のある、資産家の一人娘ミルドレッド・ホフマン、犯罪組織の殺し屋ルジェーロ・マルツオ、イギリスの貴族の息子ルパート・バージェンスは、M・Mの手帳を託されているのではないかと疑った政府の何者かに殺されそうになっていた。

## 登場人物
ミルドレッド・ホフマン 通称「ミディ」
（作画：酒井美羽）
主役のひとり。資産家ジョージ・ホフマンの一人娘。母親について何も知らない。
1963年、ダグラス・リードとの婚約パーティを開くが、その会場で婚約者・ダグラスが射殺される。
その後ルジェーロに誘拐される。一週間の監禁生活で親密になり、ミディはルジェーロを愛するようになった。
ミルドレッド・ホフマンの母
失意のジョージ・ホフマンを慰めた酒場の歌姫。重い精神病を発病し亡くなった。
ルジェーロ・マルツオ
（作画：高口里純）
主役のひとり。犯罪組織〝フェデリーリ〟の殺し屋。ダグラスの父親を殺すはずだったが誤ってダグラスを殺してしまい、組織から追われることになる。もう一度チャンスをもらう切り札としてミディを誘拐する。
孤児院で、M・Mの子供だと教えられた。
ミディを監禁していたが、警察に押し入れられ、ミディを残して逃走する。
ルパート・バージェンス
（作画：谷地恵美子）
主役のひとり。イギリスの爵位を持つ家柄の息子。「貴殿の母君について話したき事あり。ニューヨークに来られたし」と書かれた手紙を受け取る。母親について周囲の人間からは何も教えられず育っており、母親の秘密を知るためにイギリスからニューヨークに向かう。
ニューヨークで乗るはずだった車が爆発した。この爆破事件の参考人としてニューヨーク市警察本部長に尋問されるが、自分の母親がM・Mだと言われ、逃走する。
父親とジョージ・ホフマンが古い友人同士だったよしみで、誘拐から解放されたミディのいるホフマン邸に滞在する。
ルパート・バージェンスの母
ジョージ・ホフマンとM・Mとのヨーロッパ旅行に一緒についてきたM・Mの親友。
ジョージ・ホフマン
（作画：酒井美羽）
ミディの父。船舶王。ホフマン企業グループ会長。犯罪組織〝フェデリーリ〟を通じてダグラスの父・フリード社社長の殺害を依頼したが失敗した。狙撃した殺し屋・ルジェーロを殺すようフランコ・フェデリーリに求める。
ダグラス・リード
（作画：木原敏江）
ミディの婚約者。フリード社社長の息子。ミディとの婚約パーティにおいて、父と間違って射撃され亡くなる。
ダグラスの父
ミディの母の遺伝性の病気で、ミディやミディ達の子供が重い精神病を発病する可能性を示唆し、ジョージ・ホフマンの会社の権利を自分のものにしようと脅していた。
ジョーンズ刑事課長
（作画：高口里純）
分署の刑事。ミディの誘拐事件を担当する。M・Mの大ファン。
ニューヨーク市警察本部長
（作画：松苗あけみ）
ルパートをM・Mの息子だと推測し、M・Mの手帳を手に入れようとする。
フランコ・フェデリーリ
（作画：坂田靖子）
犯罪組織〝フェデリーリ〟のボス。フリード社社長の狙撃に失敗したルジェーロを殺すよう組織に命令する。
無名の女優
（作画：篠有紀子）

シンディ
（作画：古館由紀子）

M・M
1962年に死んだ女優。享年36歳。彼女の死にまつわる多くの謎があり、体には子供を産んだ形跡があった。

## 書誌情報
高口里純、酒井美羽、谷地恵美子『女神の見た夢』〈朝日ソノラマ、デュオ・セレクション・オリジナル〉全1巻
- 1986年6月30日発売、ISBN 978-4257900795

（文庫版）高口里純、酒井美羽、谷地恵美子『女神の見た夢』〈双葉社、双葉文庫名作シリーズ〉全1巻
- 2001年1月25日発売、ISBN 978-4832282728